# 罗马诺·普罗迪
罗马诺·普罗迪（義大利語：Romano Prodi，1939年8月9日—），意大利政治家，曾經兩度出任意大利总理，曾經擔任欧盟委员会主席。
他是意大利中左联盟的创始人，也是所谓的意大利第二共和国最杰出和最具标志性的人物之一。由于他的学术生涯，Prodi 经常被别人昵称为 Il Professore（即“教授”）。
普罗迪曾是经济学教授和高盛公司的国际顾问，1996年作为橄榄树联盟的主要候选人参加竞选，赢得大选并担任意大利总理直至1998年。在2006年意大利大选中，他的政党取胜了由西尔维奥-贝卢斯科尼领导的"自由之家（意大利政党)"，导致自己再次掌权。2008年1月24日，他在参议院的信任投票中失利，因此向意大利总统乔治-纳波利塔诺提出辞去总理职务，但是他继续在职近四个月处理日常事务，直到提前举行选举并组建新政府。到目前为止，他是自1921年意大利大选以来第一位在立法选举中获得首位的进步派候选人，并不需要在议会对手的支持的情况下成功组建了政府。2007年10月14日，普罗迪成为民主党成立后的首位主席。2008年9月12日，联合国秘书长潘基文任命普罗迪为非洲联盟-联合国维和小组主席。 他目前担任联合国萨赫勒地区特使。

## 生平
普罗迪从政前曾經在博洛尼亚大学担任教授多年。2011年11月16日罗马诺·普罗迪被德国马丁·路德 哈雷-维滕贝格大学（Martin-Luther-Universität Halle-Wittenberg）法律与经济系授予荣誉博士学位。

## 第一任總理：1996年至1998年
1996年4月提前举行的大选中，普羅迪領導的中左联盟取得285席，首次获得胜利，擊敗贝卢斯科尼領導的中右聯盟，前身是意大利共產黨的左派民主党一跃成为议会第一大党，首次執政成為意大利的执政党，亦是第二次世界大戰後50年來，意大利第一個左翼政府。由於中左翼未過半，最終在獲得联邦共產黨的支持下，得以同人民黨等籌組聯合政府橄榄树联盟，但聯合政府變得不穩定。而贝卢斯科尼領導的中右翼聯盟，以及北方聯盟則成為反對黨，反對派僅比執政联盟少10席。
1998年10月21日，在失去联邦共產黨的支持后，普罗迪政府以一票之差未能通过众议院信任投票而下台。這被形容是「政變」，因在普羅迪下台後不久，左民黨領袖達萊馬隨即獲总统奥斯卡·路易吉·斯卡尔法罗授命组建新一届内阁，达莱马其後出任總理。

## 第二任總理：2006年至2008年
2006年意大利國會選舉，普罗迪領導的中左翼聯盟以微弱優勢獲勝，僅以0.07%（不到4萬票）擊敗尋求連任的贝卢斯科尼，再次出任總理。

### 政治危機
2007年2月22日，普罗迪向意大利总统乔治奥·纳波利塔诺递交辞呈。据一些意大利的政治分析家表示，若普羅迪下台，意大利将处于群龙无首的状况，如果重新进行总理大选，贝卢斯科尼将会以微弱优势获胜。3月2日，普羅迪通過國會信任投票，繼續擔任總理。

### 辭職
2008年1月24日，在意大利共和黨倒戈後，意大利參議院以161票贊成，156票反對通過對其政府的不信任動議，普羅迪辭職。這是他第二次因不信任動議而下台。其後的大選，中右翼取得勝利，中左翼慘敗，普羅迪辭去民主黨主席。贝卢斯科尼第三次上台執政。

## 荣誉

### 外国勋章奖章
- 旭日大绶章（日本，2012年11月3日公布[7]）